# وليم بومونت
وليم بومونت (بالإنجليزية: William Beaumont)‏ (1785 – 1853) طبيب أمريكي وجراح اشتهر بكتابة «تجارب ومشاهدات علي العصير امعدي وفسيولوجية الهضم» 1833 الذي وصف فيه 238 تجربة أجراها علي شاب أصابته رصاصة اخترقت معدته ثم شفي ، ولما يلتئن جرحه ، فتهيأت بذلك من حالته هذه فرصة نادرة لدراسة عملية الهضم .

## روابط خارجية
- وليم بومونت على موقع الموسوعة البريطانية (الإنجليزية)
- وليم بومونت على موقع إن إن دي بي (الإنجليزية)